# Izbenica
Izbenica (cyr. Избеница) – wieś w Serbii, w okręgu rasińskim, w gminie Varvarin. W 2011 roku liczyła 494 mieszkańców.